# Шульман, Карл-Август Александрович
Карл-Август Александрович Шульман (16 августа 1861, Гельсингфорс — 1918) — офицер Российской армии финского происхождения, генерал-лейтенант (1911), участник Первой мировой войны, комендант крепости Осовец.

## Биография
Родился 16 августа 1861 года в Гельсингфорсе, происходил из дворян Великого княжества Финляндского.
Образование получил в Техническом училище морского ведомства, после чего 13 сентября 1876 года был зачислен во 2-е военное Константиновское училище. Выпущен 8 августа 1881 года подпоручиком в армейскую пехоту с прикомандированием к лейб-гвардии Измаловскому полку. 7 февраля 1883 года зачислен в Измайловский полк с переименованием в прапорщики гвардии. 30 августа 1884 года произведён в подпоручики и 30 августа 1885 года — в поручики.
Успешно сдав вступительные экзамены в Николаевскую академию Генерального штаба Шульман в 1888 году окончил её, причём 31 марта 1888 года за успехи в науках был произведён в штабс-капитаны. 26 ноября того же года с производством в капитаны был назначен старшим адъютантом 7-й пехотной дивизии. С 9 октября 1889 года по 30 августа 1892 года отбывал цензовое командование ротой в 38-м пехотном Тобольском полку, после чего был произведён в подполковники и назначен старшим адъютантом штаба Варшавского военного округа. С 6 сентября 1893 года занимал должность начальника строевого отдела штаба Новогеоргиевской крепости и 24 марта 1896 года получил чин полковника. С 1 мая по 1 сентября 1897 года для прохождения служебного ценза командовал батальоном в 3-м Новогеоргиевском крепостном пехотном полку. 2 апреля 1898 года назначен начальником штаба Керченской крепости, а 14 октября 1899 года перемещён на аналогичную должность в Севастополь.
20 мая 1903 года Шульман возглавил 50-й пехотный Белостокский полк, расквартированный в Севастополе. 
С 22 апреля 1906 года был начальником штаба Кронштадтской крепости.
Произведённый 2 апреля 1906 года в генерал-майоры Шульман 6 марта 1909 года был назначен комендантом крепости Осовец и 30 июля 1911 года был произведён в генерал-лейтенанты (со старшинством от 25 марта 1912 года, по другим данным — со 2 апреля).
Осовецкой крепостью Шульман командовал и во время Первой мировой войны, Высочайшим приказом от 27 сентября 1914 года он был награждён орденом св. Георгия 4-й степени
За успешное руководство обороной крепости Осовец во время бомбардирования её из орудий превосходного калибра и дальности.
14 сентября 1915 года Шульман был назначен командующим 30-й пехотной запасной бригадой, а в начале 1916 года возглавил 36-ю запасную пехотную бригаду. С 17 июля 1916 года командовал 102-й пехотной дивизией, с 10 октября того же года состоял в резерве чинов при штабе Киевского военного округа (по непроверенным данным был произведён в чин генерала от инфантерии).
Скончался в 1918 году.

## Награды
Среди прочих наград Шульман имел ордена:
- Орден Святого Станислава 3-й степени (1892 год)
- Орден Святой Анны 3-й степени (1895 год)
- Орден Святого Станислава 2-й степени (1900 год)
- Орден Святой Анны 2-й степени (1904 год)
- Орден Святого Владимира 4-й степени (1906 год)
- Орден Святого Владимира 3-й степени (1906 год)
- Орден Святого Станислава 1-й степени (6 декабря 1909 года)
- Орден Святой Анны 1-й степени (6 декабря 1913 года)
- Орден Святого Георгия 4-й степени (27 сентября 1914 года)